# Гризен
Гризен (њем. Griesen) општина је у њемачкој савезној држави Саксонија-Анхалт. Једно је од 39 општинских средишта округа Витенберг. Према процјени из 2010. у општини је живјело 357 становника. Посједује регионалну шифру (AGS) 15091120.

## Географски и демографски подаци
Гризен се налази у савезној држави Саксонија-Анхалт у округу Витенберг. Општина се налази на надморској висини од 60 метара. Површина општине износи 7,6 km². У самом мјесту је, према процјени из 2010. године, живјело 357 становника. Просјечна густина становништва износи 47 становника/km².

## Међународна сарадња
| Мјесто | Држава | Врста сарадње | Од    |
| ------ | ------ | ------------- | ----- |
|        | Пољска | контакт       | 2000. |
| Извор  |        |               |       |